# Elijahu Mazur
Elijahu (Eljasz) Mazur (hebrejsky: אליהו (אליאש) מזור, žil 1889 – 24. září 1973) byl izraelský politik a poslanec Knesetu za stranu Sjednocená náboženská fronta.

## Biografie
Narodil se ve městě Zagórów v tehdejší Ruské říši (dnes Polsko). Absolvoval náboženská studia. V roce 1940 přesídlil do dnešního Izraele.

## Politická dráha
V mládí byl aktivní v hnutí Mizrachi. V letech 1929–1939 byl členem výkonného výboru židovských obchodníků v Polsku a stal se jeho předsedou. Přidal se k organizaci Agudat Jisra'el, kde byl členem jejího výkonného výboru v Polsku a později i členem jejího světového vedení. V roce 1933 se stal předsedou židovské obce ve Varšavě za Agudat Jisra'el a zastával tento post až do roku 1938. V letech 1934–1939 předsedal ješivě. Po přechodu do dnešního Izraele založil firmu na diamanty v Tel Avivu, byl členem výkonného výboru Diamantové asociace.
V izraelském parlamentu zasedl po volbách v roce 1949, kdy kandidoval za Sjednocenou náboženskou frontu. Mandát získal ovšem až dodatečně, v březnu 1949, jako náhradník poté, co rezignoval poslanec Moše Kelmer. Byl členem parlamentního výboru pro ústavu, právo a spravedlnost, výboru pro vzdělávání a kulturu, výboru House Committee a výboru pro ekonomické záležitosti.